# Gemini 8

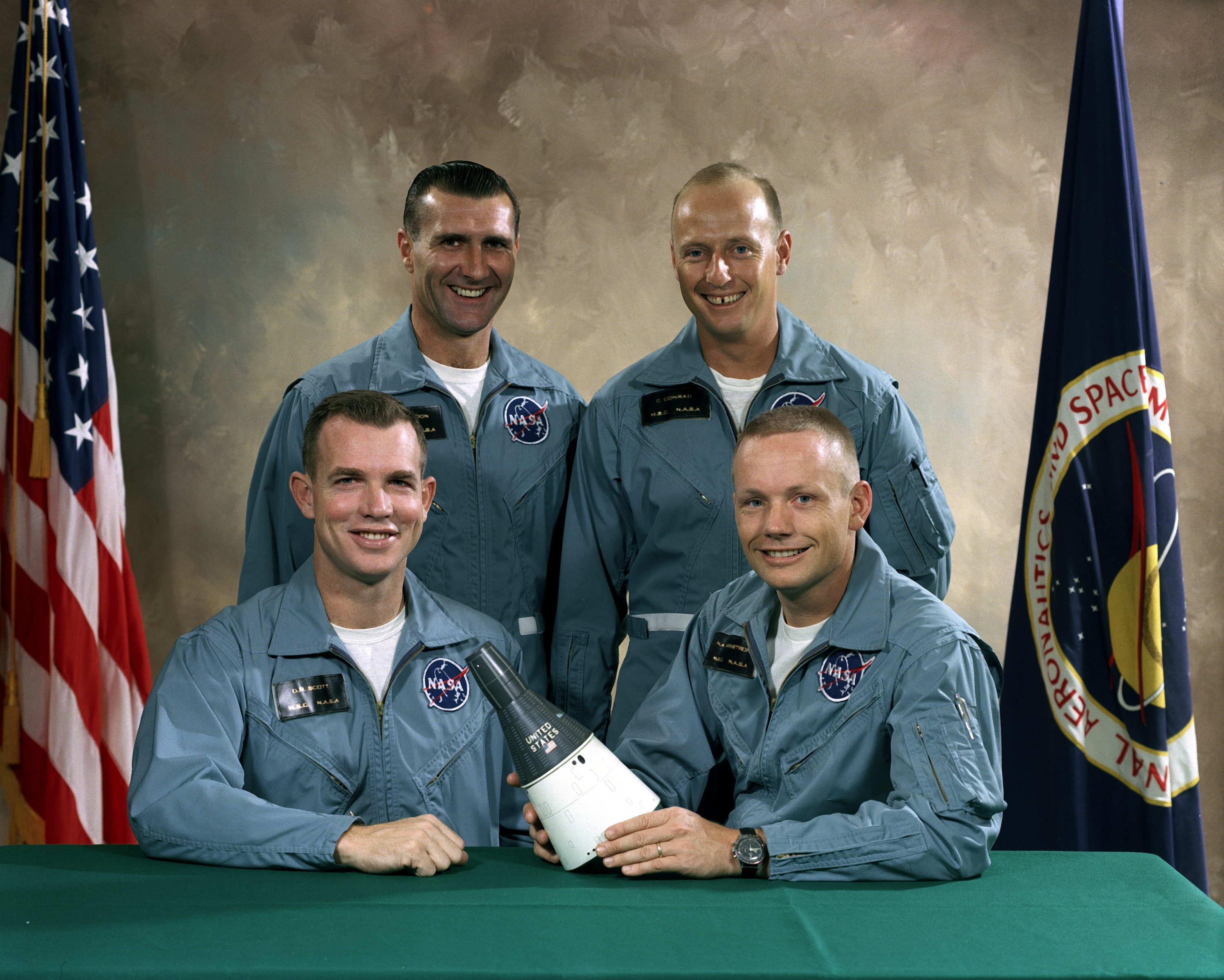
Tripulació oficial i de reserva del vol Gemini 8.

Gemini 8 (oficialment anomenat Gemini VIII) va ser un vol espacial que va tenir lloc el 1966 dins el Programa Gemini de la NASA. Aquest era el sisè vol d'una missió Gemini, el 14è vol estatunidenc i el 22è vol espacial, inclosos els vols del X-15 per sobre dels 100 km.

## Tripulació
- Neil Armstrong (va volar al Gemini 8 i a l'Apolo 11), Pilot Comandant
- David Scott (va volar al Gemini 8, i a l'Apolo 9 i 15), Pilot

### Tripulació de reserva
- Charles Conrad, Pilot comandant
- Richard F. Gordon, Pilot

## Paràmetres de la missió
- Pes: 3,789 kg.
- Perigeu: 159.9 km
- Apogeu: 271.9 km
- Inclinació: 28.91°
- Període: 88.83 min

## Objectius
El Gemini 8 tenia dos objectius principals: aconseguir una trobada en òrbita, un acoblament i aconseguir una EVA llarga. Ed White, durant el Gemini 4, havia passat uns escassos 20 minuts fora de la nau.
El primer objectiu principal va ser assolit pel comandant de la nau espacial, Neil Armstrong, que va pilotar el Gemini 8 a 9 dm del prellançat Agena. Aquest era el primer acoblament orbital. El segon objectiu havia de ser aconseguit pel Pilot David Scott, qui havia de passar fins a dues hores fora de la nau espacial, però esdeveniments subsegüents van fer cancel·lar el passeig espacial planificat.
El que va seguir a l'acoblament encertat per Armstrong foren alguns dels minuts més esgarrifosos en la història dels vols espacials. La càpsula, encara acoblada a l'Agena, va començar a rodar sense control. Sense haver afrontat mai aquesta situació en una simulació, la tripulació es va desacoblar de l'Agena. No obstant això, el problema era la nau espacial tripulada, que descendia en alçada encara més ràpid, a un ritme d'una revolució per segon. L'única manera d'aturar el moviment era separar-se del mòdul adaptador, el que va significar que Armstrong i Scott van haver de retallar la seva missió i fer una reentrada d'emergència a la Terra 10 hores després del llançament. Ells encara tenien nàusees i estaven marejats després de l'amaratge, així com decebuts: Scott havia perdut el passeig espacial planificat.

## Vol

### Agena
Això va ser cinc mesos des que la NASA havia tractat de llançar un Agena i Gemini. Aquesta vegada tot va funcionar perfectament. L'Agena es posa en una òrbita circular de 298 km i s'orienta a l'altitud correcta per l'atracament. La càpsula Gemini va ser posada en els 160 km en l'òrbita de 272 km pel modificat Tità II ICBM.
| Gemini 8           | Agena Info.            |
| ------------------ | ---------------------- |
| Agena              | GATV-5003              |
| NSSDC ID:          | 1966-019A              |
| Pes                | 3,175 kg.              |
| Lloc de llançament | LC-14                  |
| Data de llançament | 16 de març de 1966     |
| Hora de llançament | 15:00:03 UTC           |
| 1r Apogeu          | 299.7 km               |
| Període            | 90.47 m                |
| Inclinació         | 28.86º                 |
| Reentrada          | 15 de setembre de 1967 |

### Rendezvous i acoblament
A 1 hora i 34 minuts en la missió, van baixar el seu apogeu amb una encesa de motors de 5 segons, passant a l'apogeu de la segona òrbita i aixecant el seu perigeu afegint 15 metres per segon a la seva velocitat. La tercera encesa va assegurar que estaven en el mateix pla orbital i van girar 90° de la seva direcció de viatges i van fer un impuls de 8 metres per segon mentre estaven sobre l'Oceà Pacífic.